# Philodoria succedanea
Philodoria succedanea är en fjärilsart som beskrevs av Walsingham 1907. Philodoria succedanea ingår i släktet Philodoria och familjen styltmalar. Inga underarter finns listade i Catalogue of Life.